# Mario Lanzani
Mario Lanzani (Milano, 10 marzo 1963) è uno scacchista italiano, Maestro Internazionale.

## Carriera scacchistica
Vinse il 47º Campionato italiano di scacchi nel 1987 a Chianciano Terme. Sempre nel 1987 vinse il campionato italiano juniores di bridge in coppia con Antonio Re.
Nel 1982 vinse, con la "Società Scacchistica Milanese", il 19º Campionato italiano di scacchi a squadre
Nel 1982 e 1983 vinse il torneo San Giorgio su Legnano scacchi e nel 1993 il XIV Memorial Edoardo Crespi.